# 华盛顿特勒斯 (犹他州)
华盛顿特勒斯（英文：Washington Terrace），是美国犹他州韦伯县下属的一座城市。建市于 1878年，面积大约为1.97平方英里（5.1平方公里），海拔约为4,610英尺（1,410米）。根据2010年美国人口普查，该市有人口9,067人。